# Вили и дворци в Милано
Под вили и дворци в Милано се имат предвид обществени и частни сгради в град Милано с особено архитектурно и художествено значение. Милано винаги е представлявал централна точка за изграждането на исторически вили и резиденции и съдържа архитектурни произведения от всички архитектурни стилове: от романски до неоготически, от бароков до еклектичен, от италианския Новеченто до рационализма.

## Общи характеристики
Разпространението на патрицианските дворци и вили датира от римската епоха: ако анализите и археологическите разкопки са открили останки от вили, датиращи от 1 век, максималният блясък на градските дворци през римско време е между 3 и 4 век, когато Mediolanum се адаптира към новия си статут на столица на империята. Авзоний описва града по следния начин:
| „ | В Медиоланум всичко е достойно за възхищение, има големи богатства и много благороднически къщи. Населението е с големи способности, красноречие и приветливо. Градът се разраства и е заобиколен от двоен кръг от стени. Тук са циркът, където хората се наслаждават на представленията, театърът с клиновидни стъпала, храмовете, крепостта на императорския дворец, монетният двор, кварталът, който носи името си от Херкулесовите терми. Дворовете с колонади са украсени с мраморни статуи, стените са заобиколени от стена от укрепени насипи. Конструкциите му са една от друга по-внушителни, като че ли си съперничат, а величието им не се намалява дори от сравнението им с Рим. | “ |

След преминаването на варварите и лангобардското господство общественото и частно строителство намират нов тласък, започвайки от първата половина на 14 век под господството на Висконти, с интервенциите в Бролето Нуово и изграждането на Херцогския дворец и Архиепископския дворец. С преминаването на Миланското херцогство към Сфорца през първата половина на 15 век строителната дейност на града не спира, а по-скоро намира нов тласък в новата ренесансова архитектура: в допълнение към обществената архитектура се построени много резиденциите от местните благородници, които желаят така да демонстрират своята сила и влияние в делата на херцогството. С Франческо и Галеацо Мария Сфорца сме свидетели на ренесансова архитектура, все още „замърсена“ от готиката, добре представена от Филарете и неговата Ка' Гранда, докато замъкът на Висконти е преустроен в ренесансов стил, за да приюти новия двор. Окончателният преход към Зрелия ренесанс обаче настъпва едва при управлението на Лудовико ил Моро, който извиква в Милано личности като Донато Браманте и Леонардо да Винчи, които в сътрудничество с местните художници допринасят за оформянето на формите на Ломбардския ренесанс: от частните сгради от този период има малко следи, предимно във вътрешната архитектура или появили се по време на реставрация, като в Дворец „Карманьола“, Дворец „Поцонбели-Изимбарди“ и Вила „Симонета“.
Ако в началото на 16 век испанското господство донякъде обуздава безгрижния ентусиазъм, царящ по време на хуманизма, през втората половина на 16 век програмата за реформи на нравите и на изкуствата, извършена от кардинал Карло Боромео, въпреки че е съсредоточена върху изкуствата и религиозната архитектура, не пропуска да даде известен импулс и на градската архитектура.  Сред основните интервенции от 16 век са Дворец „Марино“ с Галеацо Алеси, реконструкцията на Архиепископския дворец от Пелегрино Тибалди, Палатът на юристконсулите с Винченцо Серени и Дом „Оменони“ с Леоне Леони. След смъртта на Свети Карл (Боромео) работата по културното обновяване в града е продължена от неговия братовчед кардинал Федерико Боромео: главният архитект на тази първа фаза от 17 век е Франческо Мария Рикини, който в градското поле проектира Дворец „Анони“, Дворец „Дурини“ и Сенатския дворец с една от първите извити фасади на италианския барок. Сред другите архитекти, активни в Милано през този период, са Фабио Мангоне, отговорен за изграждането на Библиотека „Амброзиана“ с класически вкус и паладианския двор на гореспоменатия Сенаторски дворец.
Векът, който обаче повече от всеки друг видя изграждането на т. нар. „вили на насладата“ (т.е. крайградски резиденции, разположени далеч от града, където благородниците се оттеглят през ваканцията), несъмнено е 18 век. Когато концепцията за вила за летен престой се разпространява, в Милано са построени множество дворци за благородници от Рим, Венеция, Торино, Болоня и Неапол, чиито седалища на дейността им са в Милано: въпреки увеличението на поръчките и пристигането в града на важни техни изпълнители, миланският барок не довежда до рококо, както се случва другаде. Вместо това 18 век бележи промяната в предпочитанията на миланските клиенти от местни изпълнители към „чужди“ школи, преди всичко венециански и римски, както се вижда от стенописите на Тиеполо в Дворец „Дуняни“ и Дворец „Клеричи“ или Дворец „Кузани“ от Джовани Руджери. Други отлични примери за миланска барокова архитектура от 18 век са Дворец „Лита“ и Дворец „Висконти ди Грацано“.
Пристигането на австрийците и просветителската политика на  Хабсбургите през 18 век откриват един нов процъфтяващ архитектурен сезон. Този сезон, благодарение на внимателното планиране и комисия, се опитва да придаде на Милано, вторият град в империята след Виена, ново измерение, също и строително, давайки начало на едно от големите градски преустройства в историята на града: през втората половина на века огромни незастроени площи са пуснати на пазара, конфискувани от религиозни ордени, където градското благородничество иска да построи новите си дворци, за да впечатли новите владетели. Сред големите дворци от ранния милански неокласически период са Дворец „Сербелони“ на Симоне Кантони и Дворец „Белджойозо“ на съперника му Джузепе Пиермарини, придворен архитект и бивш автор на Кралския дворец – друга голяма строителна творба, приписвана на първото австрийско господство.
Втората фаза на неокласицизма, благоприятствана от пристигането на наполеоновите войски и разпространението на нова управляваща класа, свързана с френската орбита, вижда развитието на по-малко строга архитектура: най-значимото произведение от периода със сигурност е Вила Реале на Леополдо Полак – ученик на Пиермарини, заедно с други градски сгради като Дворец „Сапорити“. Вниманието на френското правителство обаче е посветено повече на работите и подредбите на обществените пространства. През тези години всъщност е изготвен един от първите модерни и ясно формулирани регулаторни планове в Италия и градът е снабден с комисия по орнаментите, която да обсъжда градската архитектура. С възстановяването, започнало през 1815 г., Милано навлиза в третата неокласическа фаза, със сгради, вдъхновени от първия неокласицизъм със строги, но монументални фасади, като Дворец „Мелци ди Кузано“, вдъхновен от Дворец „Сербелони“, или Дворец „Боромео д'Ада“.
С настъпването на обединението на Италия, новата управляваща класа намира в еклектизма стила за прослава на новия исторически курс: нео- ренесансова тенденция се появява във всички стилове, добре представени от Дом „Манцони“, вдъхновена от ломбардските ренесансови модели, и Ка' де Сас, очевидно вдъхновен от флорентинския Ренесанс. Въпреки това не липсват форми, вдъхновени от маниеризма от 16 век, както в Дворец „Киеза“, и в по-малка степен от ранния барок, въпреки че тази тенденция е повече от всичко друго, започвайки от 20 век.
Двадесети век е последната голяма скоба на вилите на насладата: с влизането на Милано в Кралство Италия той става индустриален център от фундаментално значение за новата икономика и преди всичко се превръща в една от възловите точки на обмен с Европа. Буржоазията – новите благородници от втората индустриална революция се заселват в Милано и се опитват да го украсят, връщайки го обратно, за да наблюдава славата на миналото. Ако от една страна старата управляваща класа, свързана с традиционните властови елити, продължава да показва своето богатство чрез сложен и монументален еклектичен стил, новата индустриална буржоазия започва, стартирайки от началото на 20 век, да строи сгради в новия стил Ар Нуво, украсени с цветни керамични плочки и ковано желязо: сред най-добрите примери за миланското Либерти са Дворец „Кастильони“, известен със своите декоративни бетонни скулптури, и Дом „Галимберти“ с неговите керамични декорации. Дом „Ферарио“ е забележителен и с виртуозността на балконите от ковано желязо.
Въпреки изключителното архитектурно наследство на града, трябва да се отбележи, че това, което все още може да се види днес, представлява малка част от онова, което е създадено през цялата история на града: традиционната градска склонност към строителство след разрушаване на съществуващи сгради, съчетана с бомбардировките от Втората световна война,  намаляват значително цялостното наследство на града. Ако голяма част от неокласическата архитектура и градоустройството остават видими, почти нищо не остава от многобройните ренесансови благороднически дворци.

## Списък на вилите и дворците в Милано
Това е списък на вилите и историческите сгради, които все още се виждат към 2022 г. в района на Община Милано. Сградите са разделени на секции, съобразени с годината на започване на строителството и са подредени по азбучен ред; където е известен, е посочен главният отговорен за проекта архитект.

### 11 век
- Дом и кула „Горани“ (Casa e Torre dei Gorani)

### 13 век
- Дом „Радиче Фосати“ (Casa Radice Fossati) (via Cappuccio, 13)
- Палацо дела Раджоне (Palazzo della Ragione), бивш Ново Бролето (Broletto Nuovo) (piazza Mercanti, 1)

### 14 век
- Дом „Мориджи“ (Casa dei Morigi) (via Morigi, 8)
- Дом „Панигарола“ (Casa Panigarola) (piazza Mercanti, 17)
- Лоджия „Озии“ (Loggia degli Osii) (piazza Mercanti, 7)
- Дворец „Корио Казати“ (Palazzo Corio Casati) (via San Paolo, 12)

### 15 век
- Бикока дели Арчимболди (Bicocca degli Arcimboldi) (corso Sarca, 214)
- Ка Гранда (Ca' Granda) (via Festa del Perdono, 7)
- Дом „Ателани“ (Casa degli Atellani) (corso Magenta, 65)
- Дом „Бивио“ (Casa Brivio) (via Fratelli Morelli, 25-27)
- Дом „Боси“ (Casa dei Bossi) (via Bossi, 4)
- Дом „Бота“ (Casa dei Botta) (via San Maurilio, 14)
- Дом „Грифи“ (Casa Grifi) (via Valpetrosa, 5)
- Дом на чудесата (Casa dei Meravigli) (via dei Meravigli, 4)
- Дом „Фонтана Силвестри“ (Casa Fontana Silvestri) (corso Venezia, 10)
- Дом на улица Молино деле Арми (Casa in via Molino delle Armi 41)
- Дом „Паравичини“ (Casa Parravicini) (via Cino del Duca, 4)
- Дом „Пиуми“ (Casa Piumi) (via Pantano, 17)
- Дом „Рабия Фелтринели“ (Casa Rabia Feltrinelli) (piazza San Sepolcro, 1)
- Консерватория „Джузепе Верди“ (Conservatorio Giuseppe Verdi) (via Conservatorio,12)
- Корт дел Коломбин (Cort del Colombin) (via Lampugnano, 170-174)
- Институт на Каносианките (Istituto delle Canossiane) (via della Chiesa, 9-11)
- Архиепископски дворец (Palazzo Arcivescovile) (piazza Fontana, 2)
- Дворец „Боромео“ (Palazzo Borromeo) (piazza Borromeo, 12)
- Дворец „Каркасола Гранди“ (Palazzo Carcassola Grandi) (ia Monte Napoleone, 3)
- Дворец „Карманьола“ (Palazzo Carmagnola) (via Rovello, 2)
- Дворец „Кастани“ (Palazzo Castani) (piazza San Sepolcro, 9), седалище на Полицейския щаб на Милано
- Дворец „Дал Верме“ (Palazzo Dal Verme) (via Puccini, 3)
- Дворец „Монте ди Пиетà“ (Palazzo Monte di Pietà) (via Monte di Pietà, 5)
- Дворец „Изимбарди“ (Palazzo Isimbardi) (corso Monforte, 35)
- Дворец „Мариети“ (Palazzo Marietti) (via del Bollo, 2)
- Дворец „Медичи“ (via Terraggio, 1-3-5, руини)
- Дворец „Поцобонели-Изимбарди“ (Palazzo Pozzobonelli-Isimbardi) (via dei Piatti, 4)
- Дворец „Вимеркати“ (Palazzo Vimercati) (via Filodrammatici, 1)
- Вила „Мирабело“ (Villa Mirabello) (via Villa Mirabello, 6), известна още като „Cascina Mirabello“
- Вила „Вигони“ (Villa Vigoni) (via dei Canzi, 30)

### 16 век
- Дом „Креспи“ (Casa Crespi) (via Borgonuovo, 18)
- Дом „Креспи“ (Casa Crespi) (via Sant'Andrea, 15)
- Дом „Орсини“ (Casa Orsini) (via Verdi, 9)
- Дом „Чезаре Канту“ (Casa di Cesare Cantù) (via Morigi, 5)
- Колеж „Калки Таеджи“ (Collegio dei Calchi Taeggi) (corso di Porta Vigentina, 15)
- Колеж „Гуастала“ (Collegio della Guastalla) (via Sforza)
- Дворец „Аливерти“ (Palazzo Aliverti) (via Broletto, 20)
- Дворец „Аркинто“ (Palazzo Archinto) (via Olmetto, 6)
- Дворец „Били“ (Palazzo Bigli) (via Bigli, 11)
- Дворец „Бривио Сфорца“ (Palazzo Brivio Sforza) (via Olmetto, 17)
- Дворец „Стампа ди Сончино“ (Palazzo Stampa di Soncino) (via Soncino, 2)
- Палат на юристконсултите (Palazzo dei Giureconsulti) (via Mercanti, 2)
- Палат на Квестурата (Palazzo della Questura) (via Fatebenefratelli, 11)
- Дворец „Брера“ (Palazzo di Brera) (via Brera, 28)
- Дворец „Просперо Висконти“ (Palazzo di Prospero Visconti) (via Lanzone, 2)
- Дворец „Гуерини“ (Palazzo Guerrini) (via Lanzone, 32)
- Дворец „Ландриани“ (Palazzo Landriani) (via Borgonuovo, 25)
- Дворец „Лурани Чернуски“ (Palazzo Lurani Cernuschi) (via Cappuccio, 18)
- Дворец „Марино“ (Palazzo Marino) (piazza della Scala, 2)
- Дворец „Рабия Фелтринели“ (Palazzo Rabia Feltrinelli) (piazza S.Sepolcro, 1)
- Дворец „Рекалкати“ (Palazzo Recalcati) (via Amedei, 8)
- Дворец „Рекалкати Таляски“ (Palazzo Recalcati Tagliasacchi) (via Borgonuovo, 15)
- Двоец „Спинола“ (Palazzo Spinola) (via san Paolo, 10)
- Дворец „Таверна“ (Palazzo Taverna) (via Bigli, 9)
- Дворец „Видизерти Доцио“ (Palazzo Vidiserti Dozzio) (via Monte Napoleone, 23)
- Сенавра (Senavra) (corso XXII Marzo, 50)
- Дворец на Палатинските школи (Palazzo delle Scuole Palatine) (piazza Mercanti, 11)
- Вила „Фоли“ (Villa Folli) (via Dardanoni 8-10)
- Вила „Симонета“ (Villa Simonetta) (via Stilicone, 36)
- Вила „Шайблер“ (Villa Scheibler) (via Orsini, 21)

### 17 век
- Дом на благородника Сенянино ди Сан Пиетро (Ca' da Nobile Segnanino di San Pietro) (via R.Cozzi 39/41)
- Дом „Банфи“ (Casa Banfi) (via Brera, 9)
- Дом „Бутафава“ (Casa Buttafava) (via Lanzone, 21)
- Дом „Кавиджоли“ (Casa Cavigioli) (via Cappuccio, 9)
- Дом „Корнаджа Медичи“ (Casa Cornaggia Medici) (via Santa Marta, 25)
- Дом „Креспи“ (Casa Crespi) (c.so Venezia, 20)
- Дом „Оменони“ (Casa degli Omenoni]) (via degli Omenoni, 3)
- Дом „Сиоли Леняни“ (Casa Sioli Legnani) (via Borgonuovo, 5)
- Дом „Тосканини“ (Casa Toscanini) (via Durini, 20)
- Дворец „Ачерби“ (Palazzo Acerbi) (corso di Porta Romana, 3)
- Дворец „Алари Висконти“ (Palazzo Alari Visconti) (via Santa Maria Fulcorina, 17)
- Дворец „Аман“ (Palazzo Amman) (via Arrigo Boito, 8)
- Дворец „Анони“ (Palazzo Annoni) (c.so di Porta Romana, 6)
- Дворец „Били Самойлоф“ (Palazzo Bigli Samoyloff) (via Borgonuovo, 20)
- Дворец „Кривели“ (Palazzo Crivelli) (via Pontaccio, 12)
- Дворец „Кузани“ (Palazzo Cusani) (via Brera, 15), седалище на Армейския корпус на Милано
- Дворец на Капитана на правосъдието (Palazzo del Capitano di Giustizia) (via Beccaria, 9), седалище на Местната полиция на Милано
- Дворец на Сената (Palazzo del Senato) (via Senato, 10)
- Дворец „Амрозиана“ (Palazzo dell'Ambrosiana) (piazza Pio XI, 2)
- Дворец на бившите Арчимболдови школи (Palazzo delle ex Scuole Arcimbolde) (piazza S.Alessandro, 1)
- Дворец „Стелине“ (Palazzo delle Stelline) (corso Magenta, 61)
- Дворец „Дуняни“ (Palazzo Dugnani) (via Manin, 2)
- Дворец „Дурини“ (Palazzo Durini) (via Durini, 24)
- Дворец „Ерба Одескалки“ (Palazzo Erba Odescalchi) (via dell'Unione, 5)
- Дворец „Лита“ (Palazzo Litta) o Arese (corso Magenta, 24)
- Дворец „Мадзента“ (Palazzo Mazenta) (via Amedei 2)
- Дворец „Оливаци“ (Palazzo Olivazzi) (via Bigli, 21)
- Дворец „Орсини“ (Palazzo Orsini) (via Borgonuovo, 11)
- Дворец „Пустерла Бивио“ (Palazzo Pusterla Brivio) (piazza S. Alessandro, 4)
- Дворец „Силвия ди Биандрате“ (Palazzo Silva di Biandrate) (via del Lauro, 9)
- Дворец „Сормани“ (Palazzo Sormani) (corso di Porta Vittoria, 6), седалище на Централната библиотека на Милано
- Дворец „Висконти Аими“ (Palazzo Visconti Aimi) (via Filodrammatici, 10)
- Вила „Лита“ (Villa Litta) (viale Affori, 21)
- Вила „Буска Сербелони“ (Villa Busca Serbelloni) (via Rombon, 41)

### 18 век
- Държавен архив в Милано (Archivio di Stato di Milano) (via Senato 10)
- Дом „Беркет“ (Casa Berchet) (via Cino del Duca, 2)
- Дом „Бекария“ (Casa Beccaria) (via Brera, 6)
- Дом „Буцони“ (Casa Buzzoni) (via Bocchetto, 13)
- Дом на очите (Casa degli Occhi) (via S.Sisto 6)
- Дом на Алесандро Манцони (Casa di Alessandro Manzoni) (via Visconti di Modrone, 16)
- Дом „Форментини“ (Casa Formentini) (via Formentini, 1)
- Дом „Мелци“ (Casa Melzi) (via San Tomaso 5)
- Казино „Рикорди“ (Casino Ricordi) (largo Ghiringhelli, 1)
- Казино Реале (Casino Reale) (via Filodrammatici, 1)
- Дом „Тоски Корнеляни“ (Casa Toschi Cornegliani) (corso Venezia 44)
- Дом „Валерио“ (Casa Valerio) (via Borgonuovo, 24)
- Дом „Ул. Сант Орсола“ (Casa Via S. Orsola) (via S. Orsola 11)[17]
- Дворец „Белджойозо Мапели“ (Palazzo Belgioioso Mapelli) (via Sant'Eufemia, 2)
- Дворец „Боромео д'Ада“ (Palazzo Borromeo d'Adda) (via Manzoni, 39-41)
- Дворец „Бовара“ (Palazzo Bovara) (corso Venezia, 51)
- Дворец „Белджойозо“ (Palazzo Belgioioso) (piazza Belgiojoso)
- Дворец „Висконти ди Модроне“ (Palazzo Visconti di Modrone) (via Cino del Duca, 8)
- Дворец „Казнеди“ (Palazzo Casnedi) (via San Tomaso 5)
- Дворец „Чиконя“ (Palazzo Cicogna) (corso Monforte, 23)
- Дворец „Читерио“ (Palazzo Citterio) (via Brera, 12)
- Дворец „Клеричи“ (Palazzo Clerici) (via Clerici, 5)
- Дворец „Конфалониери“ (Palazzo Confalonieri) (via Monte di Pietà, 14)
- Дворец „Корнаджа“ (Palazzo Cornaggia) (via Cappuccio 21)
- Дворец „Кроти“ (Palazzo Crotti) ( (via Moneta 1)
- Дворец „Дал Поцо Бени“ (Palazzo Dal Pozzo Benni) (corso Venezia, 53)
- Дворец „Монте“ (Palazzo del Monte) (via Montenapoleone 8)
- Дворец „Дурини ди Монца“ (Palazzo Durini di Monza) (via S.Maria Valle, 2)
- Дворец „Фаняни“ (Palazzo Fagnani) (via s. Maria Fulcorina, 20)
- Дворец „Галарати Скоти (Palazzo Gallarati Scotti) (via Manzoni, 30)
- Дворец „Грепи“ (Palazzo Greppi) (via Sant'Antonio, 12)
- Дворец „Грепи“ (Palazzo Greppi) (via Borgonuovo, 19)
- Дворец „Ячини“ (Palazzo Jacini) (via del Lauro 3)
- Дворец „Кевермюлер Арнаболди“ (Palazzo Kewermuller Arnaboldi) (via Monte di Pietà 1)
- Дворец на бул. Порта Тичинезе 22 (Palazzo in corso di Porta Ticinese 22) (corso di Porta Ticinese, 22)
- Дворец „Лита Кузини Модиняни“ (Palazzo Litta Cusini Modignani) (corso Europa, 16)
- Дворец „Майнони“ (Palazzo Mainoni) (via Amedei 4-6)
- Дворец „Мапели“(Palazzo Mapelli) (via Cappuccio, 15)
- Дворец „Маркети“ (Palazzo Marchetti) (via Morone 4)
- Дворец „Мелерио“ (Palazzo Mellerio) (corso di Porta Romana, 13)
- Дворец „Морандо“ (Palazzo Morando) (via S. Andrea, 6)
- Дворец „Мориджа“ (Palazzo Moriggia) (via Borgonuovo, 23), днес Музей на Рисорджименто
- Дворец „Перего ди Кремнаго“ (Palazzo Perego di Cremnago) (via Borgonuovo, 12)
- Дворец „Пизани Доси“ (Palazzo Pisani Dossi) (via Brera 11)
- Кралски дворец в Милано (Palazzo Reale di Milano) (piazza del Duomo, 12)
- Дворец „Реста Палавичино“ (Palazzo Resta Pallavicino) (via Conservatorio, 7)
- Дворец „Ружие“ (Palazzo Rougier) (corso di porta Romana, 17)
- Дворец „Сербелони“ (Palazzo Serbelloni) (corso Venezia, 16)
- Дворец „Тривулцио“ (Palazzo Trivulzio) (piazza Sant'Alessandro, 6)
- Вила „Клеричи“ (Villa Clerici) (via Terruggia 14)
- Вила „Мариети“ (Villa Marietti) (piazza Villa Pizzone, 3)

### 19 век
- Ка де Сас (Ca' de Sass) (via Monte di Pietà, 6)
- Дом „Ботели“ (Casa Botelli) (via Dante, 12)
- Дом „Ботели“ (Casa Botelli) (piazza Castello, 16)
- Дом „Белоти“ (Casa Bellotti) (via Brera, 10)
- Дом „Бетони“ или „на Снайперистите“ (Casa Bettoni o dei Bersaglieri) (Corso di Porta Romana, 20)
- Дом „Борела“ (Casa Borella) (via Berchet 2, ъгъл с via San Raffaele и via U. Foscolo)
- Дом „Бози Пелити“ (Casa Bosi Pelitti) (via Castelfidardo, 10)
- Дом „Бозина“ (Casa Bosina) (via Lanzone, 11)
- Дом „Броджи“ (Casa Broggi) (via Dante, 5)
- Дом „Кандиани“ (Casa Candiani) (via Bandello, 20)
- Дом „Кавали“ (Casa Cavalli) (via Dante, 6)
- Дом „Челезия“ (Casa Celesia) (va Dante, 7)
- Дом „Де Амброзис“ (Casa De Ambrosis) (via Mazzini, 18)
- Дом „Де Маестри“ (Casa De Maestri) (Corso Venezia, 13)
- Дом на Каносианките (Casa delle Canossiane) (via Bramante, 5)
- Дом „Форменти“ (Casa Formenti) (via Dante, 9)
- Дом Гада-Порталупи“ (Casa Gadda-Portaluppi) (piazza Castello 20, ъгъл с via Lanza, 5)
- Дом „Грондона“ (Casa Grondona) (Corso Italia 57, ъгъл с via San Martino)
- Дом „Манци“ (Casa Manzi) (via Nerino, 8)
- Дом „Манцони“ (Casa Manzoni) (via Morone 1, ъгъл с piazza Belgiojoso)
- Дом „Мавери“ (Casa Maveri) (via Cernaia, 1)
- Дом „Морети“ (Casa Moretti) (via Данте, 14)
- Дом „Полди Пецоли“ (Casa Poldi Pezzoli) (via Manzoni 12-14), седалище на едноименния музей
- Дом „Поро Ламбертенги“ (Casa Porro Lambertenghi) (via Monte di Pietà, 15)
- Дом „Роси“ (Casa Rossi) (Corso Magenta, 12)
- Дом „Ровида“ (Casa Rovida) (via Correnti, 7)
- Дом „Сарди“ (Casa Sardi) (via Paleocapa, 3), седалище на Fininvest от 1986 г.
- Дoм „Талябо“ (Casa Tagliabò) (via De Marchi)
- Дом „Торниаменти“ (Casa Torniamenti) (via Petrella, 14)
- Дом „Верди“ (Casa Verdi) (piazza Buonarotti, 29)
- Гранд отел е дьо Милан (Grand Hotel et de Milan) (via Manzoni, 29)
- Дворец „Ангуисола“ (Palazzo Anguissola) (via Manzoni, 10)
- Дворец „Аркинто“ (Palazzo Archinto) (via Passione, 12)
- Дворец „Бароци“ (Palazzo Barozzi), известен още като „Институт на слепите“ (via Vivaio, 7)
- Дворец „Безана“ (Palazzo Besana) (piazza Belgiumjoso)
- Дворец „Багати-Валсеки“ (Palazzo Bagatti-Valsecchi) (via Santo Spirito, 7), седалище на едноименния музей
- Дворец „Белтрами“ (Palazzo Beltrami) (Piazza della Scala)
- Дворец „Берета“ (Palazzo Beretta) (Corso Italia 19)
- Дворец „Бинда“ (Palazzo Binda) (Corso di Porta Romana 122)
- Дворец „Бонакоса“ (Palazzo Bonacossa) (piazza S. Maria delle Grazie, 1)
- Дворец „Бонакоса“ (Palazzo Bonacossa) (via Sella 4, ъгъл с Piazza Castello)
- Дворец „Боргаци“ (Palazzo Borgazzi) (Corso di Porta Vittoria, 16)
- Палацо „Брентани“ или Брентано (Palazzo Brentani o Brentano) (via Manzoni, 6)
- Дворец „Буска Арконати Висконти“ (Palazzo Busca Arconati Visconti) (corso Magenta, 71), седалище на Колеж „Сан Карло“
- Дворец „Караньола“ (Palazzo Cagnola) (via Cusani 5)
- Дворец „Каркано Тондани“ (Palazzo Carcano Tondani) (via Francesco Sforza, 39)
- Дворец „Кастели“ (Palazzo Castelli) (piazza Borromeo, 11)
- Сграда на конгресен център „Карипло“ (Palazzo Centro Congressi Cariplo) (via Monte di Pietà, 10)
- Дворец „Киеза“ (Palazzo Chiesa) (Corso Venezia, 36)
- Дворец „Киоди“ (Palazzo Chiodi) (via Correnti, 14)
- Дворец на Северните портици (Palazzo dei Portici Settentrionali) (Piazza del Duomo)
- Дворец на Южните портици (Palazzo dei Portici Meridionali) (Piazza del Duomo)
- Дворец на Принца на Пиомбино (Palazzo del Principe di Piombino) (Corso Venezia, 56)
- Палата на Музея на естествените науки (Palazzo del Museo di Scienze Naturali) (Corso Venezia, 55)
- Сграда на избирателния офис (Palazzo dell'Ufficio Elettorale) (Corso di Porta Romana 8-10)
- Дворец „Перманенте“ (Palazzo della Permanente) (via Turati, 34)
- Палата на Дружеството по релсови пътища на Средиземно море (Palazzo della Società per le Strade Ferrate del Mediterraneo) (Foro Bonaparte, 31)
- Дворец на Почитаемата фабрика на Миланската катедрала (Palazzo della Veneranda Fabbrica del Duomo) (Piazza Duomo, 18)
- Дворец „Диоти“ (Palazzo Diotti), известен също като "Палат на префектурата" (corso Monforte, 31)
- Дворец „Есте“ (Palazzo d'Este) (viale Beatrice d'Este, 23)
- Дворец „Галони“ (Palazzo Galloni) (Alzaia Naviglio Grande, 66)
- Дворец „Гаваци“ (Palazzo Gavazzi) (през Monte Napoleone, 21)
- Дворец „Грепи“ (Palazzo Greppi) (през S.Maurilio, 19)
- Дворец „Лучини Пасалакуа“ (Palazzo Lucini Passalacqua) (via Monte di Pietà, 3)
- Дворец „Лураски“ (Palazzo Luraschi) (Corso Buenos Aires 1, ъгъл с Piazza Oberdan)
- Дворец „Маркети“ (Palazzo Marchetti) (via Morone, 4)
- Дворци „Мели Лупи ди Сораня“ (Palazzi Meli Lupi di Soragna) (via Manin 11-13-15-17)
- Дворец „Мелци д'Ерил“ (Palazzo Melzi d'Eril) (via Manin, 23)
- Дворец „Мелци ди Кузано“ (Palazzo Melzi di Cusano) (via Monte Napoleone, 18)
- Дворец „Сапорити“ (Palazzo Saporiti) (corso Venezia, 40)
- Дворец „Станга“ (Palazzo Stanga) (via Carducci, 10)
- Дворец „Таленти“ (Palazzo Talenti) (via Verdi, 6)
- Дворец „Тарсис“ (Palazzo Tarsis) (via S. Paolo, 1)
- Малък дворец „Таверна“ (Palazzetto Taverna) (via Monte Napoleone, 2)
- Дворец „Турати“ (Palazzo Turati) (via Meravigli, 7)
- Вила „Белджойозо-Бонапарт“ (Villa Belgiojoso-Bonaparte), известна още като "Кралска вила" (via Palestro, 16)

### 20 век
- Градски аквариум на Милано (Acquario Civico di Milano) (via Gadio, 2)
- Ка Брута (Ca' Brutta), на Giovanni Muzio) (piazza Stati Uniti d'America)
- Дом „Агостони“ (Casa Agostoni), на Алфредо Мени (via Ariosto, 21)
- Дом „Алесио“ (Casa Alessio), на Джовани Батиста Боси (via De Bernardi, 1)
- Дом „Базлини“ (Casa Baslini), на Алдо Андреани (via Serbelloni, 10-12)
- Дом „Басанини“ (Casa Bassanini), на Пиеро Порталупи (via Foppa, 4)
- Дом „Берарди“ (Casa Berardi), на Марко Кандиани (via San Martino, 17)
- Дом „Бери Мерегали“ (Casa Berri Meregalli) (via Barozzi, 7)
- Дом „Бери Мерегали“ (Casa Berri Meregalli) (via Mozart, 21)
- Дом „Боки“ (Casa Bocchi) (via De Marchi)
- Дом „Богани“ (Casa Bogani) (via Filzi, 10)
- Дом „Борлети“ (Casa Borletti) (via San Vittore, 40-42)
- Дом „Бриндичи Бонцани“ (Casa Brindicci Bonzani) (via Guerrazzi, 1)
- Дом „Кача Доминиони“ (Casa Caccia Dominioni) (piazza S.Ambrogio, 16)
- Дом „Кампанини“ (Casa Campanini), на Алфредо Кампанини (via Bellini, 11)
- Дом „Камбиаги“ (Casa Cambiaghi) (via Pisacane, 22)
- Дом „Карбони Перего“ (Casa Carboni Perego) (via del Fante, 6)
- Дом „Казати Мани“ (Casa Casati Magni), на Антонио Таляфери (via Dante, 16)
- Дом „Комоли-Рустичи“ (Casa Comolli-Rustici), на Джузепе Терани (via Pepe, 32)
- Дом „Корбелини-Васерман“ (Casa Corbellini-Wassermann), на Пиеро Прталупи (viale Lombardia, 17)
- Дом „Кузини“ (Casa Cusini) (via dell'Orso, 11)
- Къща на слънчевия часовник (Casa della Meridiana), на Джузепе де Финети (via Marchiondi, 3)
- Дом „Донцели“ (Casa Donzelli), на Улисе Стакини (via Gioberti, 1)
- Дом „Донцели“ (Casa Donzelli), на Улисе Стакини (via Revere, 7)
- Дом „Донцели“ (Casa Donzelli), на Енрико Дзанони (via Tasso, 14)
- Дом „Дуняни“ (Casa Dugnani) (via Saffi, 9)
- Дом на художниците (Casa degli artisti) (corso Garibaldi, 89)
- Дом на миланските фашисти (Casa dei Fasci milanesi), на Паоло Медзаноте (via Nirone, 15)
- Дом на инвалида (Casa del Mutilato), на Луиджи Лоренцо Секи (via Freguglia 14)
- Дом на Национално дело „Балила“ (Casa dell'Opera Nazionale Balilla), на Марио Черегини (via Mascagni, 6)
- Дом на фонтана (Casa della Fontana) (via Vittorio Veneto, 2)
- Дом „Фелтринели“ (Casa Feltrinelli) (via Manin, 37)
- Дом „Ферарио“ (Casa Ferrario) (via Spadari, 3-5)
- Дом „Фиорентини“ (Casa Fiorentini) (via M.Gioia, 18)
- Дом „Фризия“ (Casa Frisia) (via Ozanam, 4)
- Дом „Фризия“ (Casa Frisia) (via Guido d'Arezzo, 5)
- Дом „Галимберти“ (Casa Galimberti), на Джовани Батиста Боси (via Malpighi 3)
- Дом „Гирингели“ (Casa Ghiringhelli), на Пиетро Линджери с Джузепе Терани (piazzale Lagosta 2)
- Дом „Джирола“ (Casa Girola) (via Broletto, 5)
- Дом „Гуацони“ (Casa Guazzoni), на Джовани Батиста Боси (via Malpighi, 12)
- Дом „Хан“ (Casa Hahn) (via Settembrini, 40)
- Дом „Ложие“ (Casa Laugier) (c.so Magenta, 96)
- Дом „Лавецари“ (piazza Morbegno 3)
- Дом „Лентати“ (Casa Lentati) (via Telesio, 2)
- Дом „Лизио“ (Casa Lisio) (via Silvio Italico, 3)
- Дом „Мафиорети“ (Casa Maffioretti) (via Aurelio Saffi, 14)
- Дом „Мелци Пертузати“ (Casa Melzi Pertusati) (corso di Porta Romana, 76-80); унищожен по време на англо-американските бомбардировки
- Дом „Монета“ (Casa Moneta) (via Ausonio, 3)
- Дом „Павези“ (Casa Pavesi) (via Manin, 33)
- Дом „Порталупи“ (Casa Portaluppi), на Пиеро Порталупи (via Morozzo della Rocca, 5)
- Дом „Предавал“ (Casa Predaval) (viale Bianca Maria, 37)
- Дом „Равица“ (Casa Ravizza) (corso Italia, 6)
- Дом „Рустичи“ (Casa Rustici), на Пиетро Линджери с Джузепе Терани (corso Sempione, 36)
- Дом „Тонела“ (Casa Tognella) на Иняцио Гардела (via Lacini, 1)
- Дом „Тонинело“ (Casa Toninello) (via Perasto, 3)
- Дом „Този“ (Casa Tosi) (via Senato 28)
- Къща с три цилиндъра (Casa a tre cilindri) (via Gavirate, 27)
- Дом „Трекани“ (Casa Treccani) (via De Marchi)
- Дом „Турати“ (Casa Turati) (via Saffi, 28-30)
- Дом на Кооперативния съюз (Casa dell’Unione Cooperativa) (via Spadari, 2)
- Дом „Вали“ (Casa Valli) (via Bernardino Zenale, 13)
- Дом „Венегони“ (Casa Venegoni) (via del Fante, 16)
- Дом „Волентиери“ (Casa Volonteri) (via Lanzone, 29-31)
- Замък „Кова“ (Castello Cova) (via Carducci, 32)
- Домус „Фауста“ (Domus Fausta) (via De Togni, 21)
- Домус „Юлия“ (Domus Julia) (via De Togni, 25)
- Бивше кино „Дюмон“ (Ex cinema Dumont) (via Frisi, 2)
- Складове „Бономи“ (Magazzini Bonomi) (corso Vittorio Emanuele II, 9)
- Складове „Контрати“ (Magazzini Contratti) (via Tommaso Grossi, 8)
- Дворец „Либерти“ (Palazzina Liberty) (largo Marinai d'Italia, 1)
- Дворец „Мерлини“ (Palazzina Merlini) (via Telesio, 13)
- Дворец „Златен паяк“ (Palazzina Ragno d'Oro) (piazza Medaglie d'Oro, 2)
- Дворец „Сеса“ (Palazzina Sessa), на Чечилио Арпезани, (Via Ariosto, 1)
- Дворец „Арджентина“ (Palazzo Argentina) (corso Buenos Aires, 36)
- Дворец „Белцарини“ (Palazzo Balzarini) (via Pisacane, 16)
- Дворец „Белтраде“ (Palazzo Beltrade) (piazza Santa Maria Beltrade, 1)
- Дворец „Бери-Мерегали“ (Palazzo Berri-Meregalli) (via Cappuccini, 8)
- Дворец „Болкини“ (Palazzo Bolchini) (piazza Meda, 3)
- Дворец „Броджи“ (Palazzo Broggi) (piazza Cordusio, 3), Дворец на бившата Борса (1901-1932), след това Пощенска палата
- Дворец „Карминати“ (Palazzo Carminati) (piazza Duomo, 17)
- Палата на Спестовната каса на Ломбардските провинции (Palazzo della Cassa di Risparmio delle Provincie Lombarde) (via Verdi, 8)
- Дворец „Кастели Висконти ди Модроне“ (Palazzo Castelli Visconti di Modrone) (via Cerva, 26-28)
- Дворец „Кастильони“ (Palazzo Castiglioni) (corso Venezia 47-49)
- Дворец „Чивита“ (Palazzo Civita) (piazza Duse, 2)
- Дворец „Креспи“ (Palazzo Crespi) на Пиеро Порталупи (corso Matteotti 1)
- Дворец „Кузини“ (Palazzo Cusini) (via Durini, 9)
- Дворец „Дарио Биандрà“ (Palazzo Dario Biandrà) (piazza Cordusio ang. via Mercanti)
- Дворец на Капитани Ардзаго (Palazzo de Capitani d'Arzago) (via Santa Valeria 21)
- Сграда на Общинските служби (Palazzo degli Uffici Comunali) (via Larga, 12)
- Палата на Финансовите служби (Palazzo degli Uffici Finanziari) (via Manin, 2)
- Сграда на Банка „Рим“ (Palazzo del Banco di Roma) (piazza Edison, 1)
- Сграда на Банка „Сицилия“ (Palazzo del Banco di Sicilia) (via S.Margherita, 14)
- Сграда на Кино „Одеон“ (Palazzo del Cinema Odeon) (via S. Radegonda)
- Палата на Търговския кредит (Palazzo del Credito Commerciale) (via Armorari, 6)
- Палата на Италианския кредит (Palazzo del Credito Italiano) (piazza Cordusio) (1902)
- Дворец „Торо“ (Palazzo del Toro) (piazza San Babila)
- Палата на Туринг Клуб (Palazzo del Touring Club Italiano) (corso Italia, 10)
- Палата на AEM (Palazzo dell'AEM) (corso di Porta Vittoria, 4)
- Дворец на аеронавтиката (Palazzo dell'Aeronautica) (piazza Novelli)
- Palazzo dell'Arengario (piazza del Duomo)
- Дворец на изкуството (Palazzo dell'Arte) (viale Alemagna 6)
- Информационна палата (Palazzo dell'Informazione) (piazza Cavour, 2)
- Сграда на Националния институт по социално прогнозиране (Palazzo dell'Istituto Nazionale di Previdenza Sociale) (piazza Missori, 10)
- Палата на Институт „Марчелине Томазео“ (Palazzo dell'Istituto Marcelline Tommaseo), на Чечилио Арпезани (piazza Tommaseo, 1)
- Палата на Националния застрахователен институт (Palazzo dell'Istituto Nazionale Assicurazioni) (piazza Diaz, 6)
- Палата на Изборната комисия (Palazzo dell'Ufficio Elettorale) (corso di Porta Romana, 10)
- Палата на Миланската земеделска банка (Palazzo della Banca Agricola Milanese) (via Mazzini)
- Палата на Италианската търговска банка (Palazzo della Banca Commerciale Italiana) (piazza della Scala)
- Палата на Италианската банка (Palazzo della Banca d'Italia) (via Cordusio, 5)
- Палата на Миланската народна банка (Palazzo della Banca Popolare di Milano) (piazza Meda, 2)
- Palazzo della Banca Rasini (via Orefici, 2)
- Сграда на Банка „Фонвилер“ (Palazzo della Banca Vonwiller) (via Cordusio, 3)
- Палата на Камарата по труда (Palazzo della Camera del Lavoro) (corso di Porta Vittoria 43)
- Палата на Спестовната каса на Ломбардските провинции (Palazzo della Cassa di Risparmio delle Provincie Lombarde) (via Verdi, 8)
- Palazzo della Gondrand (via Pontaccio, 21)
- Сграда на Ринашенте (Palazzo della Rinascente) (corso Vittorio Emanuele II)
- Сграда на Дружество „Буонароти Карпачо Джото“ (Palazzo della società Buonarroti-Carpaccio-Giotto) (corso Venezia 62-64)
- Палата на Осигурително дружество „Реале Мутуа“ (Palazzo della Società Reale Mutua di Assicurazioni), по-звестна с името Ex-Trianon (piazza Liberty)
- Палата на Централна поща (Palazzo delle Poste Centrali) (via Cordusio, 4)
- Дворец на огъня (Palazzo di Fuoco) (viale Monza, 2)
- Дворец на правосъдието (Palazzo di Giustizia) (via Freguglia, 1)
- Дворец „Донини“ (Palazzo Donini) (piazza S.Babila, 4)
- Дворец „Фидия“ (Palazzo Fidia) (via Melegari, 2)
- Дворец „Гондзага ди Весковадо“ (Palazzo Gonzaga di Vescovado) (via Carducci, 28-30)
- Сграда на Хотел „Курзаал Диана“ (Palazzo dell'Hotel Kursaal Diana) (viale Piave, 47)
- Дворец „Мерони“ (c.so di Porta Romana, 1)
- Дворец „Медзаноте“ (Palazzo Mezzanotte) (piazza Affari). седалище на Борсата
- Дворец „Ролекс“ (Palazzo Rolex) (Viale Angelo Filippetti Angelo 9)
- Дворец „Санджулиани“ (Palazzo Sangiuliani) (largo Belotti)
- Дворец „Тенка“ (Palazzo Tenca) (via Mascheroni, 20)
- Дворец „Трубецкой“ (Palazzo Troubetzkoy) (via Mascheroni, 19)
- Дворец „Веронези“ (Palazzo Veronesi) (piazza Duse, 4)
- Дворец и кула „Разини“ (Palazzo e Torre Rasini) (corso Venezia, 61)
- Професионална школа „Арналдо Мусолини“ (Scuola professionale Arnaldo Mussolini) (piazzale Cantore, 10)
- Седалище на Дружеството за тъкане на копринени отпадъци (Sede per la Società Filatura Cascami Seta) (via Santa Valeria, 1)
- Кула „Зния Вискоза“ (Torre Snia Viscosa) (corso Matteotti, 11)
- Тиренска кула (Torre Tirrena) (piazza Liberty, 4)
- Кула „Турати“ (Torre Turati) (via Turati, 40)
- Кула „Веласка“ (Torre Velasca) (piazza Velasca, 15)
- Вила „Де Лейва“ (Villa De Leyva) (via della Giustizia)
- Вила „Факанони“ (Villa Faccanoni) (via Buonarroti, 48)
- Вила „Фиджини“ (Villa Figini) (via Perrone di San Martino, 8)
- Вила „Ано“ (Villa Hanau) (via Guerzoni, 36)
- Вила „Юнкер“ (Villa Jucker) (via Buonarroti, 39)
- Вила „Неки Кампильо“ (Villa Necchi Campiglio) (via Mozart, 12-14)
- Вила „Разини“ (Villa Rasini) (via Melegari, 5)
- Вила „Таверна“ (Villa Taverna) (via Brivio, 4-6)
- Вила „Дзанолети“ (Villa Zanoletti) (via Mozart, 9)
- Готическа вила (Villino Gotico) (via Cernaia)
- Вила „Мария Луиза“ (Villino Maria Luisa) (via Tamburini, 8)

### 21 век
- Сграда „Рьонтген“ (Edificio Roentgen) (via Guglielmo Roentgen, 1)

## Разрушени сгради
Сред многобройните сгради, разрушени в строителната история на града, има много, които са разрушени въпреки безспорната Им историческа и художествена стойност, такава че са запомнени в архитектурната литература на града.

### 14 век
- Ка де Кан (Cà di Can) (piazza Missori)

### 15 век
- Дом „Гуискарди“ (Casa dei Guiscardi) (Corso Magenta)
- Дом „Мисаля“ (Casa dei Missaglia) (via Spadari)
- Дом „Моцаника“ (Casa Mozzanica) (corso Vittorio Emanuele)
- Дом „Сансеверино“ (Casa dei Sanseverino) (Corso Magenta)
- Дом „Скарамуча Висконти“ (Casa Scaramuccia Visconti) (Corso Magenta)
- Коперто дей Фиджини (Coperto dei Figini) (piazza del Duomo)
- Палата на Банката на Медичите (Palazzo del Banco Mediceo) (via dei Bossi)
- Дворец „Караваджо“ (Palazzo Caravaggio) (piazza Missori)
- Дворец „Марлиани“ (Palazzo Marliani) (via Monte Napoleone)

### 16 век
- Дворец „Чиконя“ (Palazzo Cicogna) (via Unione, 14)
- Дворец „Имбонати“ (Palazzo Imbonati) (via Marino)

### 17 век
- Дворец „Арчимболди“ (Palazzo Arcimboldi) (via Unione, 12)

### 19 век
- Червена къща (Casa Rossa) (Corso Venezia, ъгълът с Via Boschetti)
- Дворец „Арезе-Бетлен“ (Palazzo Arese-Bethlen) (via Monte di Pietà, 11)
- Вила „Хьопли“ (Villino Hoepli) (via XX Settembre)